# میرزای قمی
میرزا ابوالقاسم جیلانی (زاده ۱۱۵۱ ه.ق _ درگذشته ۱۲۳۱ ه.ق) مشهور به میرزای قمی و صاحب کتاب قوانین الاصول، فقیه، مجتهد شیعه، اصولی و مرجع تقلید در دوران فتحعلی‌شاه قاجار در قرن دوازدهم هجری قمری بود.
افزون بر این میرزای قمی در شعر و خوشنویسی فعال و به‌نام بود. از وی بیش از پنج‌هزار بیت شعر به زبان فارسی و عربی و همچنین نوشته‌هایی با خط نسخ و نستعلیق باقی مانده‌است.

## زندگی‌نامه
میرزا ابوالقاسم بن حسن معروف به میرزای قمی در سال ۱۱۵۱ قمری در «جاپَلَق» ازنا به دنیا آمد. وی اصالتاً اهل شفت گیلان، ولی رشد یافته در جاپلق است. همچنین به خاطر سکونت در قم، در میان مردم به میرزای قمی معروف شده بود.
او مقدمات تحصیل را نزد پدر آموخت. بعدها برای ادامهٔ تحصیل به خوانسار رهسپار شد و از آقا سید حسین خوانساری، فرزند سید ابوالقاسم خوانساری (میرکبیر) بهره برد و در همان شهر با خواهر استادش (سید حسین خوانساری) ازدواج کرد. سرانجام، برای تکمیل تحصیلات خود در سال ۱۱۷۴ هجری قمری رهسپار عراق شد و از محضر وحید بهبهانی بهره برد و از وی اجازهٔ اجتهاد و نقل روایت دریافت کرد. میرزای قمی، پس از سال‌ها تحصیل در حوزهٔ کربلا راهی زادگاه خود شد و مدتی در آن نواحی به تبلیغ و تدریس مشغول شد.
میرزا مدتی در نواحی زادگاه خود به تبلیغ و تدریس مشغول بود، اما چون آن‌جا طالب علم و محصل چندانی نداشت، به شهر قم مهاجرت کرد و در آن‌جا در اندک زمانی ریاست مرجعیت شیعه به او رسید. بدین شکل به کار تدریس و تصنیف و تبلیغ و ترویج دین پرداخت.
او پس از آن به کار تألیف و تصنیف، تدریس و صدور فتوا، و تبلیغ و ترویج دین پرداخت و مسجدجامع شهر را برای اقامه نماز جمعه و جماعت برگزید..
در نتیجه حوزه‌ی علمیه قم حوزه علمیه اصفهان را - که در آن زمان حوزه فعال و پرتحرک و دارای مدرسان بزرگ شیعه بود - تحت شعاع خود قرار داد و توجه مسلمانان را به سوی خویش جلب کرد
فتحعلی شاه قاجار در این ایام بود که در نخستین سفرش به قم به فضایل اخلاقی و کمالات نفسانی و مراتب فضل میرزا پی برد و برای دیدار او به مسجد جامع شهر آمد و در شمار مامومین وی قرار گرفت و نماز ظهر و عصر را به وی اقتدا کرد.

## شاگردان
از شاگردان میرزای قمی می‌توان به اشخاص زیر اشاره کرد:
سید محمدباقر شفتی، علامه محمد ابراهیم کلباسی، محمدعلی هزارجریبی، سید محمد مهدی موسوی خوانساری (صاحب رسالهٔ ابی‌بصیر)، سید علی موسوی خوانساری، احمد کرمانشاهی، میرزا ابوطالب قمی، سید اسماعیل قمی، میرزا علی‌رضا قمی، شیخ حسین قمی، ملا اسدالله بروجردی، ملا محمد کزازی و ملاغلامرضا آرانی.

## آثار
1. قوانین‌الاصول: مهم‌ترین و مشهورترین تصنیف میرزا همین کتاب بوده که به زبان عربی نوشته شده و نویسنده در سال ۱۲۰۵ هجری قمری از نوشتن آن فراغت یافته‌است. این کتاب یک دوره کامل علم اصول است که جلد اول آن شامل مباحث الفاظ و جلد دوم آن حاوی مباحث عقلی است.
2. حاشیه بر قوانین: این کتاب در علم اصول است، و در آن به ایرادهای وارد بر قوانین‌الاصول پاسخ داده شده‌است.
3. حاشیه بر زبده‌الاصول شیخ بهایی
4. حاشیه بر تهذیب‌الاصول علامه حِلّی
5. حاشیه بر شرح مختصر ابن‌حاجب عضدی (این سه کتاب در علم اصول تألیف شده‌اند)
6. جامع‌الشِّتات یا اَجوِبَه‌المسائل (در سه جلد) حاوی یک دوره فقه از بحث طهارت تا مبحث بیان دیه‌ها به‌صورت سؤال و جواب، به‌علاوه برخی از سوال‌های متفرقه و عقاید دینی و مسایل کلامی، ازجمله رد بر صوفیه در آخر کتاب ذکر شده‌است.
7. مناهج‌الاحکام (در فقه)
8. غنائم الایام فیما یَتَعَلَّق بالحلالِ و الحرام: (فقه استدلالی)
9. مُعین‌الخواص: (در فقه؛ بخش عبادات)
10. مرشدالعوام: (رساله عملیه به زبان فارسی)
11. منظومه‌ای در علم بدیع (در ۱۴۰ بیت) و منظومه‌ای در علم بیان
12. فتحیه (در علم کلام)
13. دیوان شعر (۵٬۰۰۰ بیت شعر فارسی و عربی)
14. رساله‌ای در اصول‌الدین (به زبان فارسی)
15. رساله‌ای پیرامون موضوع و حکم غناء
16. رساله‌ای در عمومیت حرمت ربا در تمام معاوضات
17. مجموعه‌ای از نصایح و مواعظ (نامه مفصل به فتحعلی‌شاه قاجار)
18. رساله‌ای در رد صوفیه و غُلات[۷]

## درگذشت
وی در سال ۱۲۳۱ هجری قمری درگذشت و در قبرستان شیخان قم دفن گردید.

## نکوداشت
میدان میرزای قمی در خیابان آیت‌الله طالقانی (خیابان آذر) در شهر قم به نام وی نامگذاری شده‌است.